# Georges Galmiche
Pour les articles homonymes, voir Galmiche.
Georges Galmiche  est né le 15 mai 1926 à Arc-lès-Gray et mort le 7 novembre 2024 à Chaville est un reporter photographe. 
De 1953 à 1957, Il est photographe professionnel auprès du gouvernement général en Afrique de l'Ouest et réalise pendant ses loisirs des photos artistiques qui feront partie d'expositions sur l'Afrique de l'Ouest. Il revient en métropole, travaille pour l'ORTF où il obtient en 1961 le troisième prix international du portrait. Pendant sa carrière il photographie de nombreux acteurs et actrices internationaux : Bernard Noël, Claude Brasseur, Daniel Auteuil, Jacques Dumesnil, Jean Davy, Jean Marais, Mylène Demongeot, Philippe Lemaire, Sophie Barjac, Jean Yanne, Orson Welles, Serge Gainsbourg, Jeanne Moreau, René Goscinny.